# Szőlőskislak
Szőlőskislak egykori község Somogy vármegyében, ma Balatonboglár része. Bár a 16. században a környék népesebb települései közé tartozott a maga 16 feljegyzett portájával, a török időkben elnéptelenedett, és valószínűleg csak 1730–1740 táján települt újra. 1986-ban Boglárlelléhez csatolták, majd amikor az utóbbi 1991-ben ismét két önálló településsé alakult, Balatonboglár része lett. A Lengyeltóti és Balatonboglár közti 6711-es út mentén fekszik, az M7-es autópályától körülbelül három, a 7-es főúttól valamivel kevesebb, mint öt kilométerre.

## Nevezetességei
A városrészben áll az egykori Gaál-kastély, ahol korábban bormúzeum is működött. A temető mellett, egy bozótos területen áll a regisztrált műemléki értéket képező Kacskovics-sírkápolna, melyet a bejárat fölötti márványtábla feliratának tanúsága szerint Kis Jókai Ágoston József és neje, Kacskovics Hermin emeltettek Kacskovics Ignác emlékére.
Amint a településrész neve is jelzi, a környéken a múltban is és ma is fontos szerepet játszott a szőlőművelés. Szőlőskislak is a Balatonboglári borvidék része.

## Rendezvények
Szőlőskislak legismertebb rendezvénye a Különleges asztali örömök Somogyban sorozat keretei között minden év októberében megtartott Tökéletes tökételek című sütő-főző verseny, melyet töklámpás-fesztivállal is egybekötnek.

## Ismert személyek
- Itt született 1889-ben Vasváry Lajos magyar géplakatos, vasúti mozdonyszerelő csoportvezető, országgyűlési képviselő.